# Мёз (департамент)
Мёз (фр. Meuse) — департамент на северо-востоке Франции, один из департаментов региона Гранд-Эст. Порядковый номер — 55. Административный центр — Бар-лё-Дюк. Население — 200 509 человек (89-е место среди департаментов, данные 2010 г.).

## География
Площадь территории — 6211 км². Через департамент протекают реки Мёз (Маас), Эр, Шьер, Орлен, Орж и др.
Департамент включает 3 округа, 31 кантон и 498 коммун.
На реке Мёз находится пещера Складина, известная находкой неандертальца, жившего ок. 120 тыс. лет назад.

## История
Мёз — один из первых 83 департаментов, образованных во время Великой французской революции в марте 1790 года. Возник на территории бывшей провинции Барруа. На территории департамента проводилась  
последняя наступательная операция войск Антанты Первой мировой войны. Название происходит от реки Мёз.